# 瀧本瞳
瀧本 瞳（たきもと ひとみ、1976年10月16日 - ）は、日本の歌手でコロンズやキラリンガールズのメンバー。神奈川県横浜市出身。ブロッサム・エンターテイメント（ヒラタオフィス系列）所属。
洗足学園音楽大学29期・声楽科卒業。また2006年から母校である、洗足学園音楽大学のミュージカルコースの講師も務める。

## 概要
小学校の時よりアニーなどのミュージカルに出演。
1994年の日本コロムビア『第5回アニメシンガーコンテスト』でグランプリを獲得。翌年『笑顔をあげる』（テレビ東京系アニメ『鬼神童子ZENKI』エンディングテーマ）で歌手デビュー。
その後NHK-BSの「にこにこぷんがやってきた!」の他、コンサート「ぐ～チョコランタンがやってきた!」や「モノランモノランがやってきた!」などの歌のお姉さんとして活躍する一方、『Everyday≦Sunday』というバンドのヴォーカルとして2003年から2006年の間活動を行った。
2020年5月28日朝、第一子となる長女を出産した。

## 代表曲
- 笑顔をあげる（『鬼神童子ZENKI』エンディング）
- わたしを呼んでね（『とんでぶーりん』）
- 放課後（『水色時代』キャラクターソング）
- BE MY FRIENDS（『ひとりでできるもん!』第1期）
- 元気をチャージ!（『ひとりでできるもん!』第4期 オープニング）
- 夢見る森（NHK『みんなのうた』1996年2月・3月）
- オトメロディ（『おねがいマイメロディ』オープニングのコロムビア版カバー曲）
- しあわせの予感（『家なき子レミ』エンディングのコロムビア版カバー曲）

## 女優業
- 小鳥になったライオン（1983年、初舞台）
- アニー
  - 1986年版（1986年） - ポリー 役
  - 1992年版（1992年） - ジュリー 役
  - 1996年版（1996年） - グレース 役
- プラネット3（1991年） - オーシャン 役
- 赤毛のアン
  - 1992・1995年版（1992年・1995年） - アン
- Gang（1996年） - ランラン
- 秦建日子プロデュース公演Vol.13「Pain」（2011年9月）
- スコア

## テレビ出演
- にこにこぷんがやってきた!（うたのおねえさん）
- みんなの広場だ!わんパーク

## ラジオ出演
- 山野さと子のスマイリング・パラダイス!（AM神戸 パーソナリティー）
- SNOWLETS（TBS・SBC長野オリンピック番組　パーソナリティ）